# Mario Fiorillo
Mario Fiorillo, född 16 december 1962 i Neapel, är en italiensk vattenpolospelare och -tränare. Han representerade Italien i OS tre gånger i vattenpolo.
Fiorillo gjorde nitton mål i OS-turneringen 1984 där Italien blev sjua. Fyra mål gjorde han sedan i OS-turneringen 1988 där Italien nådde ytterligare en sjundeplats. Han tog guld i OS-turneringen 1992. I guldlaget 1992 gjorde han fyra mål. Fiorillo tog EM-guld 1993 i Sheffield och VM-guld 1994 i Rom.
Efter sin aktiva spelarkarriär har Fiorillo bland annat varit tränare för Roma Nuoto.